# 近藤薫明
近藤 薫明（こんどう しげあき）は、日本の教育者、学校経営者である。旧制東京府立第四中学校（現：東京都立戸山高等学校）教諭、城北中学校・高等学校学校長・理事長、及び城北埼玉中学・高等学校を創立するなど中等教育機関の教育と経営・創立に携わった。

## 人物
國學院大學卒業。旧制東京府立四中（現：都立戸山高校）歴史科教諭から転じて、深井鑑一郎が1941年（昭和16年）に創設（再興）した旧制城北中学校（現：城北中学校・高等学校）で教鞭をとり、1943年（昭和18年）に同校第2代学校長となる
。深井鑑一郎の教育理念に感銘を受け、のちに埼玉県川越に城北埼玉中学・高等学校を設立し、初代理事長を務めた。
1976年（昭和51年）に國學院大學院友会第8代会長。
著書に『私と城北』がある。城北埼玉中学・高等学校の生徒からは「くんめい先生」の愛称で親しまれている。

## 学校経営
昭和43年（1968年）から昭和53年（1978年）まで城北中学校・高等学校の理事長を務めた。
昭和55年（1980年）の創設から平成4年（1992年）まで城北埼玉中学・高等学校の理事長を務めた。

## エピソード
東京府立第四中学校（現東京都立戸山高等学校）の教諭を務めていた際に、牛込高等女学校（豊島岡女子学園の前身校）の校長就任を打診された。
のちに牛込高等女学校の校長を引き受けた二木謙三の『静座法』を旧制中学時代に愛読していたこともあって、授業前の静座を考案した。現在でもこの習慣は城北中学・高等学校と城北埼玉中学校・高等学校の授業前に見られる